# The Killing Kind
The Killing Kind är en brittisk thriller- och mysterieserie som hade premiär på Paramount+ den 7 september 2023. Serien som består av sex avsnitt är baserad på Jane Caseys roman med samma namn. Sedan den 22 augusti 2024 finns serien även tillgänglig för streaming här i Sverige, detta på streamingtjänsten Viaplay.

## Handling
Serien kretsar kring försvarsadvokaten Ingrid Lewis som försvarar John Webster mot anklagelser om förföljelse. När Ingrids kollega mördas i London är hon säker på att hon var det tilltänkta offret.

## Rollista (i urval)
- Emma Appleton - Ingrid Lewis
- Colin Morgan - John Webster
- Elliot Barnes-Worrell - Mark Orpen
- Olivia D'Lima - Suzanne
- Kerr Logan - Luke Nash
- Sara Powell - Belinda Grey
- Nicholas Rowe - Angus Grey
- Sophie Stanton - Jill Winstanley